# Senožeti (gmina Zagorje ob Savi)
Senožeti – wieś w Słowenii, w gminie Zagorje ob Savi. W 2018 roku liczyła 30 mieszkańców.